# Hesdin Communal Cemetery
Hesdin Communal Cemetery is een begraafplaats gelegen in de Franse plaats Hesdin (Pas-de-Calais). De militaire graven worden onderhouden door de Commonwealth War Graves Commission.
De begraafplaats telt 24 geïdentificeerde Gemenebest graven, waarvan 14 uit de Eerste Wereldoorlog en 10 uit de Tweede Wereldoorlog.